# تريفور بوكر
تريفور بوكر (بالإنجليزية: Trevor Booker)‏ هو لاعب كرة قدم بريطاني، ولد في 26 فبراير 1969 في لامبث ‏ في المملكة المتحدة. لعب مع نادي ميلوول.